# RT Arabic
Pour les articles homonymes, voir RT.
RT Arabic (anciennement Rusiya Al-Yaum) est une chaîne de télévision d’État russe en langue arabe fondée le 4 mai 2007.
Cette version en arabe de Russia Today, chaîne d'information en continu placée sous le contrôle direct du Kremlin, est destinée à diffuser la version du gouvernement russe, rehausser l'opinion du public arabophone à propos de la Russie, mais également à participer à la bataille de l'information dans le monde arabe, via la propagande du Kremlin.
La chaîne est la propriété de l'agence gouvernementale Ria Novosti, qui l'abrite dans ses locaux moscovites et est financée par le Kremlin.
En 2022, elle est interdite de diffusion dans l'union européenne, en raison de la désinformation lors de l'invasion de l'Ukraine par la Russie, de même que RT France.